# مداخله سیبری
مداخله سیبری (انگلیسی: Siberian intervention) در سال ۱۹۱۸–۱۹۲۲ اعزام نیروهای قدرت‌های متفقین جنگ جهانی اول به سرزمین پریمورسکی و بخشی از تلاش قدرتهای غربی، ژاپن و چین برای حمایت از نیروهای جنبش سفید و لژیون چکسلواکی علیه روسیه شوروی و متحدانش در طول جنگ داخلی روسیه بود. نیروی زمینی امپراتوری ژاپن حتی پس از عقب‌نشینی سایر نیروهای متفقین در سال ۱۹۲۰، اشغال سیبری را ادامه داد.